# Welcome to Collinwood
Welcome to Collinwood è un film del 2002 diretto da Anthony e Joe Russo, remake del film di Mario Monicelli del 1958 I soliti ignoti, presentato in anteprima nella Quinzaine des Réalisateurs al 55º Festival di Cannes il 24 maggio 2002.

## Trama
Cinque amici approfittano della soffiata di un altro, poi finito in galera e quindi morto sotto un camion, per mettere a segno un colpo nella abitazione in cui va a servizio una ragazza di nome Carmela, la quale si innamora del capo della banda e fornisce loro le chiavi dell'appartamento. Ma il colpo non va a buon fine, e la banda di ladri imbranati fa saltare la parete sbagliata, trovando l'accesso alla cucina anziché alla cassaforte come avrebbero voluto: questo permette al gruppo di gustare un'ottima pasta e fagioli, almeno fino a quando uno di loro non decide di riscaldarla facendo così saltare in aria la stanza.

## I personaggi corrispondenti neI soliti ignoti
Banda
- Sam Rockwell: Pero, corrispondente al personaggio di Peppe interpretato da Vittorio Gassmann (capo della banda in entrambi i film, anche se in questo film non balbetta)
- William H. Macy: Riley, corrispondente al personaggio di Tiberio interpretato da Marcello Mastroianni (ha due volte il braccio ingessato, la seconda per davvero, in entrambi i film)
- Isaiah Washington: Leon, corrispondente al personaggio di Ferribotte interpretato da Tiberio Murgia (morbosamente geloso della sorella Carmelina/Michelle, in entrambi i film)
- Michael Jeter: Toto, corrispondente al personaggio di Capannelle interpretato da Carlo Pisacane (è colui che trova la pasta e fagioli nel frigo, in entrambi i film)
- Andy Davoli: Basil, corrispondente al personaggio di Mario interpretato da Renato Salvatori (abbandona il colpo per amore di Carmelina/Michelle, in entrambi i film)

Collaboratori esterni
- George Clooney: Jerzy, corrispondente al personaggio di Dante Cruciani interpretato da Totò
- Luis Guzmán: Cosimo, corrispondente al personaggio di Cosimo interpretato da Memmo Carotenuto (è l'ideatore del colpo che muore investito in entrambi i film)

Donne
- Patricia Clarkson: Rosalind, corrispondente al personaggio di Norma (donna di Cosimo), interpretato da Rossana Rory
- Jennifer Esposito: Carmela, corrispondente al personaggio di Nicoletta interpretato da Carla Gravina (è la cameriera, che flirta col capo della banda, che dà la chiave dell'appartamento in entrambi i film)
- Gabrielle Union: Michelle, corrispondente al personaggio di Carmelina (sorella di Ferribotte), interpretato da Claudia Cardinale

## Distribuzione
Nelle sale italiane è uscito il 6 giugno 2003.